# Damasén
Damasén, starořecky Δαμασην, je v řecké mytologii jeden z Gigantů, obřích synů bohyně země Gaii. Jediným známým zdrojem, jenž jej zmiňuje, je Nonnův epos Dionýsiaka.
Podle Dionýsiak byla Damasénovou kojnou bohyně sváru Eris. Hned po svém zrození se Damasén pyšnil hustým vousem a vynikal velkou silou. Poté, co byl Tylos z lýdského města Maionia smrtelně kousnut do paty drakónem – drakem či hadem, potkala hrdinova sestra nájada Moria Damaséna, a prosila jej aby pomstil jejího bratra. Když tak Damasén učinil, tak drakova družka vzala „Diovu květinu“, položila ji mrtvému na ústa a tak jej oživila. Když to viděla Moria, oživila stejným způsobem i svého bratra.